# CANSA FC.12
Die Fiat CANSA FC.12 war ein einmotoriges Tiefdecker-Flugzeug von Cansa (Costruzioni Aeronautiche Novaresi) und wurde für die
Regia Aeronautica in den späten 1930er Jahren entwickelt. Sie kam jedoch nicht über das Prototypenstadium hinaus.

## Geschichte
Die CANSA FC.12 wurde als Mehrzweckkampfflugzeug konzipiert, dabei orientierte sich der Entwickler, Ingenieur Giacomo Mosso, an der Fiat CR.32 und IMAM Ro.37, die mit Erfolg im Einsatz waren. Die italienische Luftwaffe bestellte 1939 einen Prototyp, der 200.000 Lire kostete und 1940 fertiggestellt wurde. Erste Erprobungsflüge fanden am 16. Oktober 1940 am Militärflugplatz Cameri statt. Der Testpilot Fausto Moroni bemängelte die schlechten Flugeigenschaften des Flugzeugs. Man rüstete die CANSA FC.12 mit einer aerodynamischen Bremse aus, um eine Verwendung als Sturzkampfflugzeug zu testen. Aufgrund der schlechten Flugeigenschaften und der mangelhaften Bewaffnung stellte die italienische Luftwaffe das Projekt ein. Die CANSA FC.12 wurde von da an als Trainer für Sturzkampfpiloten genutzt.

## Konstruktion
Die Rumpfstruktur bestand aus einer Aluminiumrohrkonstruktion, die Tragflächen waren aus Holz gefertigt. Als Antrieb wurde ein Fiat-30A-Motor mit einer Leistung von 600 PS und ein Zweiblatt-Metall-Propeller ausgewählt. Die Bewaffnung sollte aus einem 12,7-mm-Maschinengewehr sowie vier 50-kg-Bomben bestehen.

## Technische Daten
| Kenngröße             | Daten                                            |
| --------------------- | ------------------------------------------------ |
| Besatzung             | 1                                                |
| Spannweite            | 11 m                                             |
| Länge                 | 8,50 m                                           |
| Höhe                  | 3,65 m                                           |
| Leermasse             | 1600 kg                                          |
| max. Startmasse       | 2150 kg                                          |
| Höchstgeschwindigkeit | 425 km/h                                         |
| Reisegeschwindigkeit  | 365 km/h                                         |
| Dienstgipfelhöhe      | 8000 m                                           |
| Reichweite            | 1100 km                                          |
| Triebwerke            | 1 × Fiat 30 RA mit 600 PS (441 kW)               |
| Bewaffnung            | 1 × 12,7-mm-Maschinengewehr und 4 × 50 kg Bomben |